# 갈리아노 (리큐어)

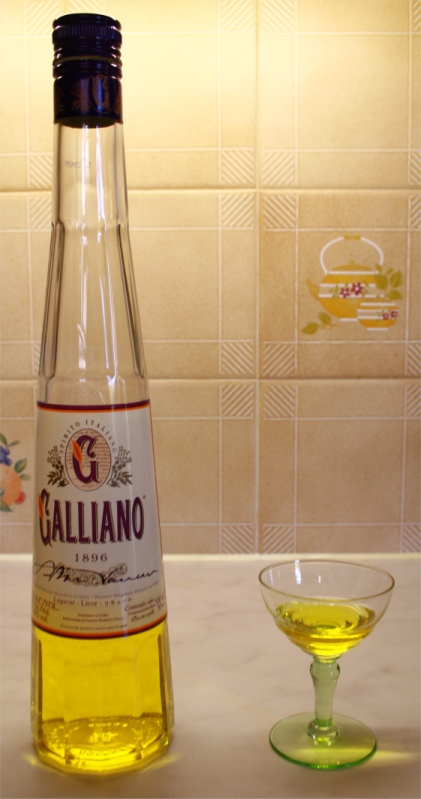

갈리아노(Galliano, 이탈리아어 발음: [ɡalˈljaːno], Liquore Galliano L'Autentico)는 이탈리아에서 생산되는 달콤한 허브 리큐어 브랜드이다. 1896년 토스카나 증류소이자 브랜디 생산자인 아르투로 바카리(Arturo Vaccari)에 의해 만들어졌으며, 제1차 이탈리아-에티오피아 전쟁 당시 이탈리아 왕립군 이탈리아 장교인 주세페 갈리아노(Giuseppe Galliano)의 이름을 따서 명명되었다.
갈리아노는 달콤한 바닐라 아니스 향과 은은한 감귤류, 나무 향이 나는 허브 향이 특징이다. 바닐라 탑 노트는 갈리아노를 아니제트, 우조 (술), 삼부카, 파스티스와 같은 다른 아니스 맛 리큐어와 차별화한다.
갈리아노는 다이제스티프(소화제)와 칵테일, 특히 하비 월뱅어, 옐로 버드(Yellow Bird), 골든 캘디악(Golden Cadillac) 및 골든 드림의 재료로 사용된다.